# Convocazioni alla FIFA Futsal World Cup 2024
Elenco dei giocatori convocati da ciascuna Nazionale partecipante alla Coppa del Mondo di calcio a 5 2024.
L'età dei giocatori riportata è relativa al 14 settembre, data di inizio della manifestazione. Il simbolo  indica il capitano della squadra.

## Gruppo A

### Costa Rica
Commissario tecnico:  Alexander Ramos
| N. | Pos. | Giocatore        | Data di nascita/Età        | Squadra           |
| -- | ---- | ---------------- | -------------------------- | ----------------- |
| 1  | P    | César Vargas     | 15 febbraio 1998 (26 anni) | AD Borussia       |
| 2  | L    | Gilberth Vindas  | 7 dicembre 1997 (26 anni)  | Hatillo           |
| 3  | L    | Jeremy Gómez     | 21 ottobre 2001 (22 anni)  | San Isidro        |
| 4  | PV   | Diego Chavarría  | 29 novembre 2002 (21 anni) | Sporting San José |
| 5  | L    | Jean Carlo Salas | 4 luglio 1998 (26 anni)    | Silla             |
| 6  | D    | Víctor Fonseca   | 16 novembre 1992 (31 anni) | Hatillo           |
| 7  | PV   | Minor Cabalceta  | 24 maggio 1994 (30 anni)   | BSF Bochnia       |
| 8  | L    | Yosel León       | 9 maggio 2000 (24 anni)    | Silla             |
| 9  | L    | Pablo Rodríguez  | 15 maggio 1998 (26 anni)   | Toruń             |
| 10 | L    | Edwin Cubillo    | 23 agosto 1987 (37 anni)   | AD Borussia       |
| 11 | L    | Daniel Gómez     | 8 luglio 1994 (30 anni)    | Orotina           |
| 12 | P    | Danny Vásquez    | 7 novembre 2001 (22 anni)  | Sporting San José |
| 13 | L    | Luis Navarrete   | 25 agosto 1991 (33 anni)   | Hatillo           |
| 14 | PV   | Enmanuel Gamboa  | 24 luglio 1999 (25 anni)   | Panta Walon       |

### Paesi Bassi
Commissario tecnico:  Miguel Andrés Moreno
| N. | Pos. | Giocatore           | Data di nascita/Età         | Squadra         |
| -- | ---- | ------------------- | --------------------------- | --------------- |
| 1  | P    | Manuel Kuijk        | 13 ottobre 1994 (29 anni)   | Tigers Roermond |
| 2  | D    | Jordy Cretier       | 16 luglio 1994 (30 anni)    | VNS United      |
| 3  | D    | Steije Kee          | 5 marzo 2003 (21 anni)      | Marlène         |
| 4  | D    | Tevfik Ceyar        | 2 maggio 1990 (34 anni)     | Eindhoven       |
| 5  | L    | Ayoub Boukhari      | 6 maggio 1997 (27 anni)     | Borgerhout      |
| 6  | U    | Karim Mossaoui      | 27 febbraio 1988 (36 anni)  | Tigers Roermond |
| 7  | PV   | Jordany Martinus    | 10 luglio 1990 (34 anni)    | Eindhoven       |
| 8  | D    | Abdessamad Attahiri | 19 dicembre 1994 (29 anni)  | VNS United      |
| 9  | PV   | Saïd Bouzambou      | 9 febbraio 1990 (34 anni)   | Eindhoven       |
| 10 | PV   | Ismaïl Ouaddouh     | 14 novembre 1994 (29 anni)  | BE'79           |
| 11 | L    | Lahcen Bouyouzan    | 17 aprile 1993 (31 anni)    | Tigers Roermond |
| 12 | P    | Mika Spigt          | 10 settembre 2005 (19 anni) | Marlène         |
| 13 | L    | Ishak Belhaj        | 20 agosto 1993 (31 anni)    | Tigers Roermond |
| 14 | D    | Mohamed Chih        | 12 agosto 1999 (25 anni)    | OS Lusitanos    |

### Paraguay
Commissario tecnico:  Carlos Chilavert
| N. | Pos. | Giocatore           | Data di nascita/Età         | Squadra         |
| -- | ---- | ------------------- | --------------------------- | --------------- |
| 1  | P    | Igor Insfrán        | 29 agosto 2002 (22 anni)    | Olimpia         |
| 2  | D    | Alan Rojas          | 20 ottobre 1998 (25 anni)   | Sporting Parigi |
| 3  | D    | Damián Mareco       | 4 settembre 1994 (30 anni)  | Córdoba         |
| 4  | L    | Emerson Méndez      | 18 novembre 2001 (22 anni)  | Cerro Porteño   |
| 5  | P    | Marcio Ramírez      | 10 giugno 2004 (20 anni)    | Olimpia         |
| 6  | L    | Lucas Suárez        | 7 febbraio 1993 (31 anni)   | 17 de Agosto    |
| 7  | L    | Javier Adolfo Salas | 22 settembre 1993 (30 anni) | Napoli          |
| 8  | L    | Pedro Pascottini    | 30 novembre 1998 (25 anni)  | Cerro Porteño   |
| 9  | L    | Hugo Martínez       | 12 gennaio 1993 (31 anni)   | Olimpia         |
| 10 | PV   | Arnaldo Báez        | 30 marzo 1996 (28 anni)     | Cerro Porteño   |
| 11 | L    | Francisco Martínez  | 12 gennaio 1993 (31 anni)   | Olimpia         |
| 12 | P    | Giovanni González   | 5 maggio 1995 (29 anni)     | Cerro Porteño   |
| 13 | PV   | Aldo Amarilla       | 31 dicembre 1994 (29 anni)  | Sporting Parigi |
| 14 | L    | Jorge Espinoza      | 22 novembre 1993 (30 anni)  | Cerro Porteño   |

### Uzbekistan
Commissario tecnico:  Venancio López
| N. | Pos. | Giocatore             | Data di nascita/Età         | Squadra           |
| -- | ---- | --------------------- | --------------------------- | ----------------- |
| 1  | P    | Sunnatjon Anvarov     | 5 settembre 1998 (26 anni)  | Bunyodkor         |
| 2  | D    | Fazliddin Botirov     | 12 novembre 2004 (19 anni)  | AGMK Olmaliq      |
| 3  | D    | Mashrab Odilov        | 15 agosto 1994 (30 anni)    | BMB Tashkent      |
| 4  | L    | Ixtiyor Ropiev        | 19 settembre 1993 (30 anni) | Oil-star          |
| 5  | PV   | Muzaffar Ahadjonov    | 8 novembre 1997 (26 anni)   | BMB Tashkent      |
| 6  | D    | Ilhomjon Hamroev      | 25 settembre 1997 (26 anni) | Oil-star          |
| 7  | L    | Anaskhon Rahmatov     | 20 giugno 1994 (30 anni)    | Oil-star          |
| 8  | L    | Husniddin Nishonov    | 19 maggio 1998 (26 anni)    | Oil-star          |
| 9  | PV   | Elbek To'lqinov       | 24 dicembre 2000 (23 anni)  | AGMK Olmaliq      |
| 10 | PV   | Akbar Usmonov         | 9 marzo 1997 (27 anni)      | BMB Tashkent      |
| 11 | PV   | Abror Akhmetzyanov    | 22 maggio 2004 (20 anni)    | AGMK Olmaliq      |
| 12 | P    | Abbos Elmurodov       | 4 settembre 1998 (26 anni)  | BMB Tashkent      |
| 13 | D    | Mekhroj Khudoyberdiev | 14 maggio 1998 (26 anni)    | Dinamo Samarcanda |
| 14 | L    | Samariddin Berkinov   | 18 luglio 2000 (24 anni)    | Dinamo Samarcanda |

## Gruppo B

### Brasile
Commissario tecnico:  Marquinhos Xavier
| N. | Pos. | Giocatore        | Data di nascita/Età         | Squadra           |
| -- | ---- | ---------------- | --------------------------- | ----------------- |
| 1  | P    | Guitta           | 11 giugno 1987 (37 anni)    | Ukhta             |
| 2  | P    | Diego Roncaglio  | 15 luglio 1988 (36 anni)    | svincolato        |
| 3  | P    | Willian          | 17 dicembre 1994 (29 anni)  | Noril'skij Nikel' |
| 4  | D    | Marlon Araújo    | 28 dicembre 1987 (36 anni)  | ElPozo Murcia     |
| 5  | D    | Neguinho         | 12 luglio 2000 (24 anni)    | Palma             |
| 6  | L    | Marcel Marques   | 26 luglio 1996 (28 anni)    | ElPozo Murcia     |
| 7  | L    | Dyego Zuffo      | 5 agosto 1989 (35 anni)     | Barcellona        |
| 8  | L    | Marcênio         | 5 ottobre 1987 (36 anni)    | Jaraguá           |
| 9  | L    | Leandro Lino     | 25 luglio 1995 (29 anni)    | BF Magnus         |
| 10 | PV   | Pito             | 6 novembre 1991 (32 anni)   | Barcellona        |
| 11 | PV   | Ferrão           | 29 ottobre 1990 (33 anni)   | Semej             |
| 12 | L    | Arthur Guilherme | 16 maggio 1994 (30 anni)    | Benfica           |
| 13 | PV   | Rafael Santos    | 25 settembre 1990 (33 anni) | ElPozo Murcia     |
| 14 | L    | Felipe Valério   | 8 luglio 1993 (31 anni)     | ElPozo Murcia     |

### Croazia
Commissario tecnico:  Marinko Mavrović
| N. | Pos. | Giocatore           | Data di nascita/Età        | Squadra          |
| -- | ---- | ------------------- | -------------------------- | ---------------- |
| 1  | P    | Zoran Primić        | 21 aprile 1991 (33 anni)   | Square Dubrovnik |
| 2  | P    | Filip Bašković      | 9 gennaio 1993 (31 anni)   | NV Makarska      |
| 3  | L    | Kristian Čekol      | 30 dicembre 1997 (26 anni) | Dinamo Zagabria  |
| 4  | D    | Duje Kustura        | 2 luglio 1998 (26 anni)    | Olmissum         |
| 5  | D    | Niko Vukmir         | 27 agosto 2001 (23 anni)   | Pola             |
| 6  | L    | Marko Kuraja        | 27 febbraio 1997 (27 anni) | RFS Riga         |
| 7  | U    | Franko Jelovčić     | 6 luglio 1991 (33 anni)    | Torcida Spalato  |
| 8  | L    | Dario Marinović     | 24 maggio 1990 (34 anni)   | Torcida Spalato  |
| 9  | PV   | Luka Perić          | 9 febbraio 1997 (27 anni)  | Bubamara         |
| 10 | U    | Tihomir Novak       | 24 ottobre 1986 (37 anni)  | Dinamo Zagabria  |
| 11 | PV   | Antonio Sekulić     | 22 gennaio 1999 (25 anni)  | Anderlecht       |
| 12 | L    | Josip Jurlina       | 13 gennaio 2000 (24 anni)  | Olmissum         |
| 13 | PV   | David Mataja        | 17 marzo 1997 (27 anni)    | Pola             |
| 14 | L    | Kristijan Postružin | 28 agosto 1995 (29 anni)   | Bubamara         |

### Cuba
Commissario tecnico:  Osmel Valdivia
| N. | Pos. | Giocatore          | Data di nascita/Età         | Squadra             |
| -- | ---- | ------------------ | --------------------------- | ------------------- |
| 1  | P    | Kevin Rueda        | 27 dicembre 2003 (20 anni)  | Ciego de Ávila      |
| 2  | L    | Dyllan Hernández   | 15 aprile 2005 (19 anni)    | La Habana           |
| 3  | L    | Cristian Cabrera   | 24 aprile 2002 (22 anni)    | Camagüey            |
| 4  | D    | Jorge González     | 5 febbraio 2002 (22 anni)   | La Habana           |
| 5  | D    | Cristian Morejón   | 27 marzo 2003 (21 anni)     | La Habana           |
| 6  | PV   | Berni Llanes       | 25 luglio 2005 (19 anni)    | La Habana           |
| 7  | L    | Cristian Valiente  | 11 luglio 2001 (23 anni)    | Holguín             |
| 8  | L    | Pablo Tamayo       | 15 settembre 2002 (21 anni) | Ciego de Ávila      |
| 9  | PV   | Jonathan Hernández | 23 gennaio 2001 (23 anni)   | Newell's Old Boys   |
| 10 | L    | Iduan Martínez     | 25 febbraio 2000 (24 anni)  | Camoapa             |
| 11 | L    | Dayan Cotilla      | 2 luglio 2000 (24 anni)     | Camoapa             |
| 12 | P    | Ariel Pérez        | 28 maggio 1991 (33 anni)    | Ciudad de La Habana |
| 13 | L    | Diego Ramírez      | 3 novembre 1998 (25 anni)   | Riba-roja           |
| 14 | PV   | Bárbaro Álvarez    | 17 aprile 2000 (24 anni)    | Camoapa             |

### Thailandia
Commissario tecnico:  Miguel Rodrigo
| N. | Pos. | Giocatore             | Data di nascita/Età         | Squadra             |
| -- | ---- | --------------------- | --------------------------- | ------------------- |
| 1  | P    | Arut Senbat           | 26 novembre 1988 (35 anni)  | Blackpearl          |
| 2  | D    | Narongsak Wingwon     | 18 febbraio 1994 (30 anni)  | Hongyen Thakam      |
| 3  | L    | Alongkorn Janporn     | 16 settembre 1998 (25 anni) | Port                |
| 4  | L    | Krit Aransanyalak     | 27 marzo 2001 (23 anni)     | svincolato          |
| 5  | D    | Itticha Praphaphan    | 31 dicembre 1991 (32 anni)  | Port                |
| 6  | D    | Jirawat Sornwichian   | 25 ottobre 1988 (35 anni)   | Thammasat Stallions |
| 7  | D    | Kritsada Wongkaeo     | 29 aprile 1988 (36 anni)    | Chonburi            |
| 8  | L    | Worasak Srirangpirot  | 26 dicembre 1992 (31 anni)  | Hongyen Thakam      |
| 9  | PV   | Suphawut Thueanklang  | 14 luglio 1989 (35 anni)    | Chonburi            |
| 10 | D    | Sarawut Phalaphruek   | 9 giugno 1997 (27 anni)     | svincolato          |
| 11 | PV   | Muhammad Osamanmusa   | 19 gennaio 1998 (26 anni)   | Cartagena           |
| 12 | P    | Katawut Hankampa      | 27 maggio 1992 (32 anni)    | Thammasat Stallions |
| 13 | D    | Ronnachai Jungwongsuk | 4 marzo 1997 (27 anni)      | Chonburi            |
| 14 | L    | Apiwat Chaemcharoen   | 31 marzo 1991 (33 anni)     | Chonburi            |

## Gruppo C

### Afghanistan
Commissario tecnico:  Majid Mortezaei
| N. | Pos. | Giocatore              | Data di nascita/Età         | Squadra         |
| -- | ---- | ---------------------- | --------------------------- | --------------- |
| 1  | P    | Javad Safari           | 16 marzo 2000 (24 anni)     | Giti Pasand     |
| 2  | P    | Alireza Jafari         | 23 gennaio 2005 (19 anni)   | Safir           |
| 3  | P    | Ali Mohseni            | 3 giugno 2003 (21 anni)     | Sadaqat         |
| 4  | D    | Mahdi Norowzi          | 11 maggio 1996 (28 anni)    | Sunich Saveh    |
| 5  | L    | Hussain Mohammadi      | 28 gennaio 2005 (19 anni)   | Farsh Ara       |
| 6  | L    | Hamid Reza Hossaini    | 30 settembre 2000 (23 anni) | Saadat Nimroz   |
| 7  | D    | Reza Hosseinpoor       | 23 agosto 1999 (25 anni)    | Asre Jadeed     |
| 8  | L    | Mehran Gholami         | 31 ottobre 2005 (18 anni)   | Sadaqat         |
| 9  | PV   | Omid Qanbari           | 29 giugno 2004 (20 anni)    | Sadaqat         |
| 10 | PV   | Akbar Kazemi           | 12 maggio 1996 (28 anni)    | Sadaqat         |
| 11 | L    | Mohammad Moradi        | 22 maggio 2005 (19 anni)    | Giti Pasand     |
| 12 | L    | Farzad Mahmoodi        | 14 aprile 1999 (25 anni)    | Perozi Panjshir |
| 13 | D    | Khodadad Ebrahimi      | 2 marzo 2004 (20 anni)      | Sadaqat         |
| 14 | D    | Sayed Mojtaba Hosseini | 6 ottobre 2003 (20 anni)    | Saadat Nimroz   |

### Angola
Commissario tecnico:  Marco Antunes
| N. | Pos. | Giocatore         | Data di nascita/Età         | Squadra            |
| -- | ---- | ----------------- | --------------------------- | ------------------ |
| 1  | P    | Gomito            | 4 agosto 2002 (22 anni)     | JCY Luanda         |
| 2  | D    | Arroz Doce        | 3 luglio 1997 (27 anni)     | O Maculusso        |
| 3  | D    | Reveldinho Santos | 9 maggio 2000 (24 anni)     | 4 de Junho         |
| 4  | PV   | Pesado            | 22 giugno 2001 (23 anni)    | JCY Luanda         |
| 5  | L    | Bráulio Fontoura  | 6 agosto 1994 (30 anni)     | RNT Luanda         |
| 6  | L    | Anderson Fortes   | 20 gennaio 2004 (20 anni)   | Leões              |
| 7  | L    | Helber Garcia     | 27 agosto 2000 (24 anni)    | O Maculusso        |
| 9  | L    | Kaluanda          | 8 marzo 1995 (29 anni)      | JCY Luanda         |
| 10 | L    | João Cambangula   | 15 aprile 1998 (26 anni)    | Ferreira do Zêzere |
| 11 | PV   | Adérito Barros    | 3 agosto 2001 (23 anni)     | JCY Luanda         |
| 12 | P    | Nelsinho          | 19 settembre 1990 (33 anni) | O Maculusso        |
| 13 | D    | Paulo Ricardo     | 10 settembre 2001 (23 anni) | O Maculusso        |
| 14 | P    | Denis             | 5 maggio 2003 (21 anni)     | RNT Luanda         |

### Argentina
Commissario tecnico:  Matías Lucuix
| N. | Pos. | Giocatore            | Data di nascita/Età         | Squadra          |
| -- | ---- | -------------------- | --------------------------- | ---------------- |
| 1  | P    | Nicolás Sarmiento    | 3 dicembre 1992 (31 anni)   | Anderlecht       |
| 2  | L    | Lucas Tripodi        | 18 giugno 1994 (30 anni)    | Ribera Navarra   |
| 3  | L    | Ángel Claudino       | 8 dicembre 1995 (28 anni)   | Riga FC          |
| 4  | L    | Lucas Bolo           | 12 marzo 1992 (32 anni)     | Napoli           |
| 5  | D    | Agustín Plaza        | 5 luglio 1999 (25 anni)     | Peñíscola        |
| 6  | L    | Sebastián Corso      | 12 febbraio 1992 (32 anni)  | SC García        |
| 7  | PV   | Matías Rosa          | 18 settembre 1995 (28 anni) | Jaén             |
| 8  | L    | Luciano Gauna        | 24 febbraio 2001 (23 anni)  | Peñíscola        |
| 9  | PV   | Cristian Borruto     | 7 maggio 1987 (37 anni)     | Napoli           |
| 10 | L    | Constantino Vaporaki | 6 gennaio 1990 (34 anni)    | RFS Riga         |
| 11 | PV   | Alan Brandi          | 24 novembre 1987 (36 anni)  | Jaén             |
| 12 | P    | Nicolás Kravetzky    | 18 ottobre 1996 (27 anni)   | Barracas Central |
| 13 | L    | Kevin Arrieta        | 16 febbraio 1997 (27 anni)  | Alzira           |
| 14 | D    | Pablo Taborda        | 3 settembre 1986 (38 anni)  | Ecocity Genzano  |

### Ucraina
Commissario tecnico:  Oleksandr Kosenko
| N. | Pos. | Giocatore            | Data di nascita/Età         | Squadra          |
| -- | ---- | -------------------- | --------------------------- | ---------------- |
| 1  | P    | Kyrylo Cypun         | 30 luglio 1987 (37 anni)    | Piast Gliwice    |
| 2  | P    | Oleksandr Suhov      | 8 giugno 1997 (27 anni)     | HIT Kiev         |
| 3  | D    | Nazar Šved           | 16 marzo 1997 (27 anni)     | Eurobus Przemyśl |
| 4  | PV   | Andrij Melnyk        | 10 maggio 2000 (24 anni)    | HIT Kiev         |
| 5  | D    | Jevhenij Žuk         | 15 aprile 1993 (31 anni)    | HIT Kiev         |
| 6  | D    | Mykola Mykytjuk      | 13 settembre 1996 (28 anni) | Córdoba          |
| 7  | U    | Rostyslav Semenčenko | 1º settembre 2003 (21 anni) | Aurora Kiev      |
| 8  | U    | Ihor Černjavs'kyj    | 14 settembre 1995 (29 anni) | HIT Kiev         |
| 9  | PV   | Danyil Abakšyn       | 22 dicembre 1997 (26 anni)  | HIT Kiev         |
| 10 | D    | Mychajlo Zvaryč      | 23 novembre 1992 (31 anni)  | Enerhija Leopoli |
| 11 | L    | Artem Farenjuk       | 9 novembre 1992 (31 anni)   | Eurobus Przemyśl |
| 12 | P    | Jurij Savenko        | 21 gennaio 1992 (32 anni)   | Uragan           |
| 13 | D    | Ihor Korsun          | 15 giugno 1993 (31 anni)    | Xota             |
| 14 | L    | Petro Šoturma        | 27 giugno 1992 (32 anni)    | Uragan           |

## Gruppo D

### Kazakistan
Commissario tecnico:  Kaká
| N. | Pos. | Giocatore               | Data di nascita/Età         | Squadra  |
| -- | ---- | ----------------------- | --------------------------- | -------- |
| 1  | P    | Narun Serikov           | 30 settembre 2001 (22 anni) | Qairat   |
| 2  | P    | Higuita                 | 6 giugno 1986 (38 anni)     | Semej    |
| 3  | D    | Arnold Knaub            | 16 gennaio 1995 (29 anni)   | Qairat   |
| 4  | U    | Rinat Turegazin         | 2 luglio 1995 (29 anni)     | Semej    |
| 5  | U    | Akzhol Daribay          | 26 luglio 1999 (25 anni)    | Semej    |
| 6  | U    | Abdirassil Abdumanapuly | 20 dicembre 2000 (23 anni)  | Ayat     |
| 7  | U    | Azat Valiullin          | 5 maggio 1992 (32 anni)     | Ayat     |
| 8  | D    | Léo Jaraguá             | 21 maggio 1987 (37 anni)    | RFS Riga |
| 9  | U    | Al'bert Akbalikov       | 5 gennaio 1995 (29 anni)    | Qairat   |
| 10 | D    | Şıñğıs Esenamanov       | 10 marzo 1989 (35 anni)     | Semej    |
| 11 | D    | Birjan Orazov           | 17 ottobre 1994 (29 anni)   | Qairat   |
| 12 | PV   | Däuren Tūrsağūlov       | 16 gennaio 1996 (28 anni)   | Qairat   |
| 13 | U    | Zhakhangir Rashit       | 28 marzo 2000 (24 anni)     | Qairat   |
| 14 | D    | Douglas Júnior          | 15 ottobre 1988 (35 anni)   | Al-Ula   |

### Libia
Commissario tecnico:  Ricardo Íñiguez
| N. | Pos. | Giocatore         | Data di nascita/Età         | Squadra            |
| -- | ---- | ----------------- | --------------------------- | ------------------ |
| 1  | P    | Ziyad Azeez       | 12 ottobre 2000 (23 anni)   | Al-Ittihad Tripoli |
| 2  | D    | Ahmed Abdelaziz   | 1º settembre 1994 (30 anni) | RS Berkane         |
| 3  | D    | Suhayb Alghoul    | 29 gennaio 1996 (28 anni)   | Al-Ahly Bengasi    |
| 4  | PV   | Mohamed Zreeg     | 28 aprile 1991 (33 anni)    | Al-Olympic         |
| 5  | D    | Suliman Elderwish | 15 dicembre 1990 (33 anni)  | Asswehly           |
| 6  | D    | Husam Al Werffali | 3 dicembre 1993 (30 anni)   | Al-Ittihad Tripoli |
| 7  | L    | Ahmed Alajnef     | 14 dicembre 2000 (23 anni)  | Al-Olympic         |
| 8  | D    | Mohamed Khamis    | 1º dicembre 1995 (28 anni)  | Asswehly           |
| 9  | PV   | Ali Shoshan       | 17 settembre 1992 (31 anni) | Asswehly           |
| 10 | L    | Ahmed Alyamny     | 3 giugno 1994 (30 anni)     | Al-Ahly Bengasi    |
| 11 | L    | Rashid Hakam      | 20 gennaio 1998 (26 anni)   | Al-Olympic         |
| 12 | P    | Feras Abuksheam   | 2 dicembre 1995 (28 anni)   | Al-Olympic         |
| 13 | L    | Ibrahim Lemhammel | 25 agosto 1999 (25 anni)    | Asswehly           |
| 14 | D    | Mohamed Suleiman  | 27 settembre 1988 (35 anni) | Al-Ittihad Tripoli |

### Nuova Zelanda
Commissario tecnico:  Marvin Eakins
| N. | Pos. | Giocatore             | Data di nascita/Età        | Squadra        |
| -- | ---- | --------------------- | -------------------------- | -------------- |
| 1  | P    | Michail Antamanov     | 27 aprile 1987 (37 anni)   | Auckland City  |
| 2  | L    | Adam Paulsen          | 2 giugno 2001 (23 anni)    | Auckland City  |
| 3  | L    | Hamish Gray           | 6 aprile 2002 (22 anni)    | Pinatar        |
| 4  | PV   | Art Twigg             | 17 aprile 1997 (27 anni)   | Auckland City  |
| 5  | D    | Miroslav Malivuk      | 17 luglio 1983 (41 anni)   | Marist Sports  |
| 6  | PV   | Rahan Ali             | 3 aprile 1997 (27 anni)    | Moreland Blues |
| 7  | D    | Ethan Martin          | 11 gennaio 2000 (24 anni)  | Waikato Rapids |
| 8  | D    | Logan Wisnewski       | 16 novembre 2000 (23 anni) | Bloomsbury     |
| 9  | D    | Stephen Ashby-Peckham | 9 aprile 1995 (29 anni)    | Auckland City  |
| 10 | L    | Dylan Manickum        | 16 giugno 1992 (32 anni)   | Auckland City  |
| 11 | L    | Jordan Ditfort        | 9 giugno 1998 (26 anni)    | Bloomsbury     |
| 12 | P    | Patrick Steele        | 14 novembre 2000 (23 anni) | Waikato Rapids |
| 13 | L    | Oban Hawkins          | 6 ottobre 2000 (23 anni)   | Southern Utd   |
| 14 | L    | Casey Sharplin        | 26 agosto 2001 (23 anni)   | Waikato Rapids |

### Spagna
Commissario tecnico:  Federico Vidal
| N. | Pos. | Giocatore            | Data di nascita/Età         | Squadra    |
| -- | ---- | -------------------- | --------------------------- | ---------- |
| 1  | P    | Jesús Herrero        | 4 novembre 1986 (37 anni)   | Inter      |
| 2  | D    | Antonio Pérez        | 19 ottobre 2000 (23 anni)   | Barcellona |
| 3  | L    | Catela               | 14 aprile 1995 (29 anni)    | Barcellona |
| 4  | D    | Tomaz Braga          | 13 settembre 1990 (34 anni) | Cartagena  |
| 5  | D    | Boyis                | 26 dicembre 1989 (34 anni)  | Valdepeñas |
| 6  | L    | Raúl Gómez           | 25 ottobre 1995 (28 anni)   | Inter      |
| 7  | L    | Francisco Cortés     | 13 ottobre 1995 (28 anni)   | Cartagena  |
| 8  | PV   | Adolfo Fernández     | 19 maggio 1993 (31 anni)    | Barcellona |
| 9  | L    | Sergio Lozano        | 9 novembre 1988 (35 anni)   | Barcellona |
| 10 | PV   | Jesús Gordillo       | 8 febbraio 2001 (23 anni)   | Palma      |
| 11 | P    | Chemi                | 19 febbraio 1996 (28 anni)  | Cartagena  |
| 12 | P    | Dídac Plana          | 22 maggio 1990 (34 anni)    | Barcellona |
| 13 | D    | Miguel Ángel Mellado | 23 luglio 1999 (25 anni)    | Cartagena  |
| 14 | PV   | Raúl Campos          | 17 dicembre 1987 (36 anni)  | Manzanares |

## Gruppo E

### Marocco
Commissario tecnico:  Hicham Dguig
| N. | Pos. | Giocatore            | Data di nascita/Età         | Squadra           |
| -- | ---- | -------------------- | --------------------------- | ----------------- |
| 1  | P    | Abdelkrim Anbia      | 8 aprile 1989 (35 anni)     | Faucon Agadir     |
| 2  | L    | Anas Dahani          | 14 dicembre 1999 (24 anni)  | Faucon Agadir     |
| 3  | L    | Anás El Ayyane       | 30 ottobre 1992 (31 anni)   | Meta Catania      |
| 4  | L    | Mohamed Kamal        | 4 gennaio 2003 (21 anni)    | RS Berkane        |
| 5  | L    | Othmane El Idrissi   | 7 agosto 1999 (25 anni)     | CLKK              |
| 6  | D    | Soufiane Borite      | 11 dicembre 1992 (31 anni)  | Kemi              |
| 7  | D    | Ismail Amazal        | 10 ottobre 1996 (27 anni)   | Faucon Agadir     |
| 8  | L    | Soufian Charraoui    | 15 novembre 1996 (27 anni)  | Faucon Agadir     |
| 9  | PV   | Otmane Boumezou      | 8 luglio 1992 (32 anni)     | CLKK              |
| 10 | L    | Soufiane El Mesrar   | 5 giugno 1990 (34 anni)     | Étoile Lavalloise |
| 11 | L    | Khalid Bouzid        | 20 aprile 1998 (26 anni)    | Barcellona        |
| 12 | P    | Mohammed Cheridou    | 20 settembre 1999 (24 anni) | Oussoud Khabazat  |
| 13 | P    | Youssef Ben Sellam   | 16 agosto 2000 (24 anni)    | Groene Ster       |
| 14 | L    | Idriss Raïs El Fenni | 9 maggio 1996 (28 anni)     | Faucon Agadir     |

### Panama
Commissario tecnico:  Alex Del Rosario
| N. | Pos. | Giocatore         | Data di nascita/Età        | Squadra       |
| -- | ---- | ----------------- | -------------------------- | ------------- |
| 1  | P    | Jaime Peñaloza    | 3 maggio 1997 (27 anni)    | Sporting S.M. |
| 2  | D    | José Caballero    | 27 agosto 1996 (28 anni)   | Sporting S.M. |
| 3  | L    | Mario Forero      | 5 dicembre 1998 (25 anni)  | svincolato    |
| 4  | D    | Yail García       | 26 ottobre 1991 (32 anni)  | Villa 9       |
| 5  | D    | Ricardo Castillo  | 15 novembre 1996 (27 anni) | svincolato    |
| 6  | L    | Abdiel Ortiz      | 1º luglio 1996 (28 anni)   | Sporting S.M. |
| 7  | D    | José Escobar      | 7 febbraio 2000 (24 anni)  | Milenio       |
| 8  | L    | Ruman Milord      | 4 maggio 1998 (26 anni)    | Sporting S.M. |
| 9  | PV   | Aquiles Campos    | 13 novembre 1991 (32 anni) | Sporting S.M. |
| 10 | L    | Alfonso Maquensi  | 7 agosto 1997 (27 anni)    | Sporting S.M. |
| 11 | PV   | Abdiel Castrellón | 19 luglio 1991 (33 anni)   | Perejil       |
| 12 | P    | José Álvarez      | 29 ottobre 1990 (33 anni)  | Villa 9       |
| 13 | L    | Luis Vásquez      | 19 ottobre 1996 (27 anni)  | Paraíso       |
| 14 | L    | José Yearwood     | 12 marzo 2001 (23 anni)    | svincolato    |

### Portogallo
Commissario tecnico:  Jorge Braz
| N. | Pos. | Giocatore      | Data di nascita/Età         | Squadra          |
| -- | ---- | -------------- | --------------------------- | ---------------- |
| 1  | P    | Eduardo Sousa  | 19 agosto 1996 (28 anni)    | ElPozo Murcia    |
| 2  | D    | André Coelho   | 30 ottobre 1993 (30 anni)   | Benfica          |
| 3  | D    | Tomás Paçó     | 19 aprile 2000 (24 anni)    | Sporting Lisbona |
| 4  | L    | Afonso Jesus   | 6 gennaio 1998 (26 anni)    | Benfica          |
| 5  | D    | Fábio Cecílio  | 30 aprile 1993 (31 anni)    | Braga            |
| 6  | PV   | Zicky Té       | 1º settembre 2001 (23 anni) | Sporting Lisbona |
| 7  | L    | Lúcio Rocha    | 5 maggio 2004 (20 anni)     | Benfica          |
| 8  | PV   | Erick Mendonça | 21 luglio 1995 (29 anni)    | Barcellona       |
| 9  | D    | João Matos     | 21 luglio 1987 (37 anni)    | Sporting Lisbona |
| 10 | L    | Bruno Coelho   | 1º agosto 1987 (37 anni)    | RFS Riga         |
| 11 | L    | Pany Varela    | 25 febbraio 1989 (35 anni)  | Al-Nassr         |
| 12 | P    | André Correia  | 17 febbraio 1998 (26 anni)  | Benfica          |
| 13 | L    | Tiago Brito    | 22 luglio 1991 (33 anni)    | Braga            |
| 14 | L    | Kutchy         | 12 ottobre 2002 (21 anni)   | Benfica          |

### Tagikistan
Commissario tecnico:  Pairav Vakhidov
| N. | Pos. | Giocatore           | Data di nascita/Età         | Squadra      |
| -- | ---- | ------------------- | --------------------------- | ------------ |
| 1  | P    | Nuriddin Jabarov    | 2 marzo 2002 (22 anni)      | svincolato   |
| 2  | P    | Firuz Bekmurodov    | 10 gennaio 1998 (26 anni)   | Istiklol     |
| 3  | D    | Abdukayum Umarov    | 11 febbraio 2001 (23 anni)  | Istiklol     |
| 4  | D    | Nasratsho Ismoilov  | 20 gennaio 2002 (22 anni)   | Istiklol     |
| 5  | U    | Samandar Rizomov    | 5 gennaio 2001 (23 anni)    | Soro Company |
| 6  | U    | Idris Yorov         | 18 settembre 2000 (23 anni) | Soro Company |
| 7  | U    | Bahodur Khojaev     | 26 aprile 1995 (29 anni)    | Istaravšan   |
| 8  | U    | Muhamadjon Sharipov | 14 settembre 1998 (26 anni) | Istiklol     |
| 9  | U    | Fayzali Sardorov    | 8 aprile 1998 (26 anni)     | Soro Company |
| 10 | U    | Nekruz Alimakhmadov | 10 agosto 1995 (29 anni)    | Istiklol     |
| 11 | U    | Komron Aliev        | 8 febbraio 2001 (23 anni)   | Istiklol     |
| 12 | U    | Umed Kuziev         | 17 dicembre 1997 (26 anni)  | Amonatbonk   |
| 13 | D    | Bakhtiyor Saliev    | 16 dicembre 2001 (22 anni)  | Soro Company |
| 14 | D    | Dilshod Salomov     | 5 ottobre 1995 (28 anni)    | Soro Company |

## Gruppo F

### Francia
Commissario tecnico:  Raphaël Reynaud
| N. | Pos. | Giocatore               | Data di nascita/Età         | Squadra           |
| -- | ---- | ----------------------- | --------------------------- | ----------------- |
| 1  | P    | Francis Lokoka          | 8 settembre 1993 (31 anni)  | Sporting Parigi   |
| 2  | D    | Sid Belhaj              | 28 agosto 1992 (32 anni)    | Sporting Parigi   |
| 3  | L    | Mamadou Siragassy Touré | 15 settembre 2001 (22 anni) | Barcellona        |
| 4  | PV   | Nicolas Menendez        | 3 febbraio 1996 (28 anni)   | NV Makarska       |
| 5  | PV   | Arthur Tchaptchet       | 2 novembre 1995 (28 anni)   | NV Makarska       |
| 6  | D    | Kevin Ramírez           | 10 agosto 1987 (37 anni)    | Sporting Parigi   |
| 7  | L    | Steve Bendali           | 12 novembre 1994 (29 anni)  | Pola              |
| 8  | L    | Ayoub Saadaoui          | 14 dicembre 1994 (29 anni)  | Kremlin-Bicêtre   |
| 9  | L    | Nelson Lutin            | 5 dicembre 1997 (26 anni)   | Étoile Lavalloise |
| 10 | PV   | Abdessamad Mohammed     | 10 dicembre 1990 (33 anni)  | Étoile Lavalloise |
| 11 | D    | Souheil Mouhoudine      | 29 marzo 1995 (29 anni)     | Cartagena         |
| 12 | P    | Thibaut Garros          | 2 gennaio 2003 (21 anni)    | UJS Tolosa        |
| 13 | D    | Mamadou Touré           | 27 gennaio 1998 (26 anni)   | Sporting Parigi   |
| 14 | L    | Ouassini Guirio         | 14 dicembre 2000 (23 anni)  | Étoile Lavalloise |

### Guatemala
Commissario tecnico:  Eduardo Estrada
| N. | Pos. | Giocatore           | Data di nascita/Età        | Squadra     |
| -- | ---- | ------------------- | -------------------------- | ----------- |
| 1  | P    | Ángel Mazariegos    | 29 aprile 1999 (25 anni)   | Legendarios |
| 2  | P    | José Reyes          | 20 novembre 1995 (28 anni) | Glucosoral  |
| 3  | D    | Jenner Paniagua     | 27 dicembre 1997 (26 anni) | Legendarios |
| 4  | PV   | Nelson Tagre        | 25 gennaio 2000 (24 anni)  | Glucosoral  |
| 5  | D    | Edgar Santizo       | 2 febbraio 1987 (37 anni)  | Glucosoral  |
| 6  | L    | José Marín          | 25 gennaio 1992 (32 anni)  | CSD Tellioz |
| 7  | L    | Román Alvarado      | 2 dicembre 1997 (26 anni)  | Glucosoral  |
| 8  | L    | Patrick Ruiz        | 10 gennaio 1993 (31 anni)  | Legendarios |
| 9  | U    | Marvin Sandoval     | 22 marzo 1989 (35 anni)    | Glucosoral  |
| 10 | L    | Wanderley Ruiz      | 9 agosto 1995 (29 anni)    | Legendarios |
| 11 | L    | Alan Aguilar        | 2 dicembre 1989 (34 anni)  | Glucosoral  |
| 12 | L    | Jhonny Díaz         | 18 marzo 2001 (23 anni)    | Glucosoral  |
| 13 | PV   | Fernando Campaignac | 13 giugno 1994 (30 anni)   | Glucosoral  |
| 14 | L    | Bryan Santizo       | 31 gennaio 1995 (29 anni)  | CSD Tellioz |

### Iran
Commissario tecnico:  Vahid Shamsaei
| N. | Pos. | Giocatore                   | Data di nascita/Età         | Squadra         |
| -- | ---- | --------------------------- | --------------------------- | --------------- |
| 1  | P    | Bagher Mohammadi            | 21 giugno 1991 (33 anni)    | Giti Pasand     |
| 2  | P    | Saeid Momeni                | 23 novembre 1992 (31 anni)  | Crop Alvand     |
| 3  | L    | Sajad Yousef Khah           | 17 aprile 1995 (29 anni)    | Shahrdari Saveh |
| 4  | D    | Alireza Rafieipour          | 9 ottobre 1993 (30 anni)    | Giti Pasand     |
| 5  | D    | Mohammadhossein Derakhshani | 1º aprile 1993 (31 anni)    | Giti Pasand     |
| 6  | D    | Mohammadreza Sangi          | 2 novembre 1989 (34 anni)   | Giti Pasand     |
| 7  | L    | Ali Hassanzadeh             | 2 novembre 1987 (36 anni)   | Mes Sungun      |
| 8  | L    | Moslem Oladghobad           | 29 novembre 1995 (28 anni)  | Gohar Zamin     |
| 9  | PV   | Saeid Abbasi                | 31 luglio 1992 (32 anni)    | Giti Pasand     |
| 10 | PV   | Hossein Tayebi              | 29 settembre 1988 (35 anni) | Gohar Zamin     |
| 11 | L    | Mahdi Karimi                | 28 gennaio 1997 (27 anni)   | Giti Pasand     |
| 12 | L    | Salar Aghapour              | 7 marzo 2000 (24 anni)      | Gohar Zamin     |
| 13 | L    | Amir Hossein Davoudi        | 16 agosto 2002 (22 anni)    | Giti Pasand     |
| 14 | PV   | Behrooz Azimi               | 25 agosto 2001 (23 anni)    | Mes Sungun      |

### Venezuela
Commissario tecnico:  Robinson Romero
| N. | Pos. | Giocatore        | Data di nascita/Età         | Squadra     |
| -- | ---- | ---------------- | --------------------------- | ----------- |
| 1  | P    | Carlos Vásquez   | 3 marzo 1989 (35 anni)      | Centauros   |
| 2  | D    | Carlos Sanz      | 21 marzo 1996 (28 anni)     | Jaén        |
| 3  | PV   | Wilmer Cabarcas  | 15 settembre 1994 (29 anni) | Manfredonia |
| 4  | D    | Carlos Jiménez   | 4 maggio 1991 (33 anni)     | Piratas     |
| 5  | L    | Alexander Moreno | 3 ottobre 1994 (29 anni)    | Monagas     |
| 6  | L    | Víctor Carreño   | 4 maggio 1999 (25 anni)     | Centauros   |
| 7  | L    | Jesús Viamonte   | 9 aprile 1997 (27 anni)     | Peñarol     |
| 8  | L    | Maikel Torres    | 24 novembre 1999 (24 anni)  | Centauros   |
| 9  | PV   | Kevin Briceño    | 24 agosto 2000 (24 anni)    | Centauros   |
| 10 | U    | Rafael Morillo   | 20 ottobre 1992 (31 anni)   | Centauros   |
| 11 | PV   | Alfredo Vidal    | 3 febbraio 1994 (30 anni)   | Panta Walon |
| 12 | P    | José Villalobos  | 11 febbraio 1991 (32 anni)  | Monagas     |
| 13 | D    | Milton Francia   | 18 dicembre 1994 (29 anni)  | Piratas     |
| 14 | D    | Saimond Francia  | 22 febbraio 2004 (20 anni)  | Centauros   |